# 小烏戈利卡
小烏戈利卡（烏克蘭語：Мала Уголька），是烏克蘭的村落，位於該國西部外喀爾巴阡州，由佳切夫區負責管轄，處於小烏戈利卡河畔，海拔高度449米，2001年人口1,503。
48°10′37″N 23°38′18″E / 48.17694°N 23.63833°E